# Césare Negri
Cesare Negri (Milán, cerca de 1536 - cerca de 1604), , fue un bailarín y coreógrafo italiano también conocido como  II Trombone.

## Biografía
Césare Negri nació en Milán sobre 1536 y poco se sabe de su vida. la poca información que se tiene sobre él se deduce de la lectura de este mismo tratado: estudió danza en la escuela de Pompeo Diobono en Milán y, al finalizar su formación, allí mismo comenzó a enseñar, preparando a bailarines y maestros de ballet que luego trabajaron en diversas cortes europeas.  Césare Negri se convirtió en el maestro de ballet de la nobleza milanesa del tiempo.[cita requerida]Murió después de 1604, pues es la última fecha de la que se consta de su tratado y hasta 1610 no fue registrada en la lista parroquial.
En 1571 bailó en una mascarada en Génova para Don Juan de Austria, quien se convirtió en su alumno tres años más tarde. Para él organizó un desfile de carrozas en junio de 1574. También preparó la visita a Milán de Margarita de Austria, Reina de España, el 30 de noviembre de 1598. Es el autor del libro Le Gratie d'Amore, di Cesare Negri Milanese, detto il Trombone (Milán, 1602), donde se recogen las primeras ideas pedagógicas de cómo un paso puede servir de preparación para otro más complicado. En el siguiente apartado indagaré un poco sobre el mismo.[cita requerida]
La época del Renacimiento (S. XVI-XVII) se caracterizó por una nueva actitud con respecto al cuerpo, las artes y la danza. Las cortes de Italia y Francia se convirtieron en el centro de nuevos desarrollos de la danza gracias a los mecenazgos, los maestros de danza y los músicos que crearon grandes danzas a escala social y permitieron el desarrollo de las celebraciones y festividades.   
Con la aparición de los maestros italianos del Renacimiento se empezó a usar el dibujo de la persona para explicar las diversas posiciones, pasos, forma de empezar una danza o bien, terminarla. Estos dibujos eran muy exactos en cuanto a las colocaciones, indumentaria, incluso las personas que formaban parte de la danza. Estaban firmados por el artista que los dibujaba y eran muy precisos a las indicaciones del maestro. Los primeros maestros que usaron esta técnica en Italia, fueron: Césare Negri Milanese, (1602) Fabritio Caroso da Sarmonetta (1581). Y en Francia podemos destacar a Thoinot d’Arbeau (1588).   

## Tratado
Al igual que otros maestros de la época como he mencionado anteriormente, Césare Negri quería cosechar los frutos de su trabajo en un tratado teórico y práctico, por lo que escribió el tratado “Las gracias de Amor” en 1602 (La gratia d’amore) cuya segunda edición apareció bajo el título de “Nuevas Invenciones de Baile”, en 1604, donde describe las cinco posiciones fundamentales de la danza académica. Se trata de una obra que contiene tres partes, de las cuales la segunda proporciona 55 reglas técnicas, mientras que en la tercera figuran danzas con descripciones coreográficas. Se encuentran en su obra pasos nuevos, como el trango, (media punta), el salto da fioco, una especie de jeté realizado al girar: se trataba de tocar un nudo de cintas suspendido del techo (fiocco,) con la punta del pie durante el salto. Negri es el primero que defiende los piedi in fuore, (pies hacia fuera), origen del llamado “en dehors”.  Se describen pasos de una dificultad técnica superior y ejecutados con mayor velocidad como la pirueta doble sobre un pie o los giros en el aire (doublé tour en l´air y los entrchats à huit), que los bailarines actuales siguen practicando. Otros pasos que encontramos son las carrerillas o las cabriolas. Existen también ciertas nociones de pedagogía en el sentido en el que explica que determinados pasos pueden servir de preparación a otros, y el uso de un apoyo para ejercitarse en realizar determinados pasos. Toda esta técnica descrita se verá afectada con los pesados trajes y adornos, los cuales hacen imposible su ejecución. 
Este libro lo escribe dedicándolo a Felipe III, Rey de España en este tiempo. Aparecen dos danzas españolas: Españolito y Canario. Y contienen las primeras descripciones de danzas creadas para un espectáculo organizado con motivo de las bodas de la infanta Isabel Clara Eugenia con el archiduque Alberto de Austria.  
Nombres de bailarines importantes que encontramos en este libro son Antonio de Idiaquez, Diego de Ghivarra, Ottavia Cauenaga y Mendozza o Donna Maria Ordugna. 
Negri, como he mencionado anteriormente, arregló, el 30 de noviembre de 1598, la entrada en Milán de Margarita de Austria, Reina de España. Como también el 26 de junio de 1574 en esa misma ciudad una mascarada de 25 entrées de carrozas que simbolizaban los estados del alma; posteriormente dirigió un brando en la plaza ducal, con 82 participantes de la alta nobleza, con temas alegóricos y mitológicos.  
Estos bailes son realizados por un número variable de intérpretes; nos encontramos con una pareja, un trío, por dos damas y dos caballeros, para tres parejas, por cuatro caballeros y cuatro damas y para un número indefinido de artistas.   Algunas de ellas están construidas en una alternancia de ritmos musicales: Pavan, vigoroso, de trinquete y canario, donde un paso lento y solemne se alterna con gran inventiva y originalidad a pasos más rápidos y animados, donde la mayoría de los bailarines expertos pueden dar un buen espectáculo. 
Las características comunes de estos tratados son las explicaciones y reglas para la ejecución de las danzas y el comportamiento social que debía observar todo caballero o dama, inclusión de reglas descriptoras de los pasos con sus posibles variantes, explicación detallada de las danzas precedidas de una ilustración y dedicatoria, incluyendo la partitura musical.